# Lac Little Bear (comté de Tuolumne)
Pour les articles homonymes, voir Lac Little Bear.
Le lac Little Bear (en anglais : Little Bear Lake) est un lac américain dans le comté de Tuolumne, en Californie. Il est situé à 2 294 mètres d'altitude au sein de la Yosemite Wilderness, dans le parc national de Yosemite.